# Hypnose

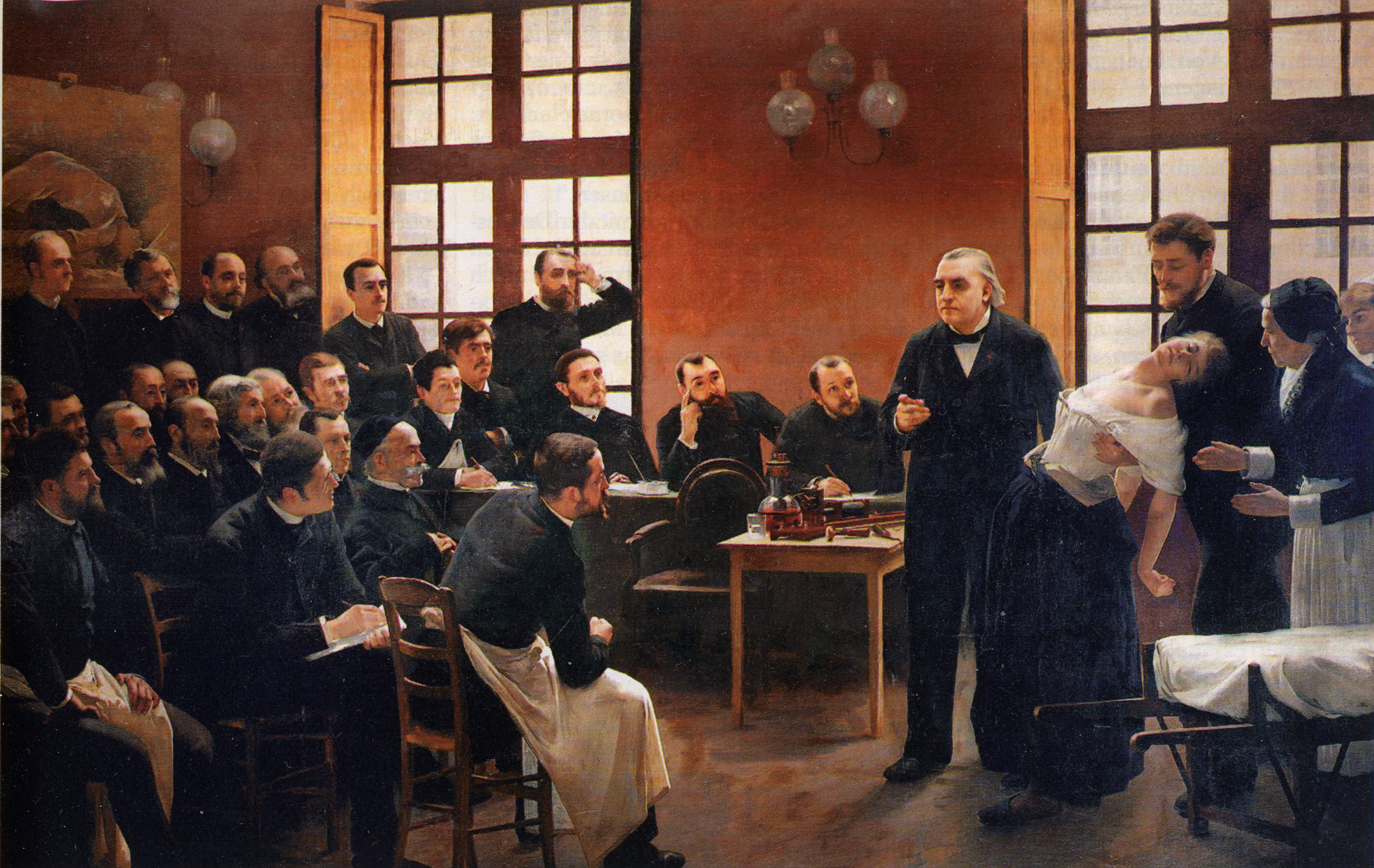
Jean-Martin Charcot demonstriert Hypnose an der Salpêtrière-Patientin Blanche Wittman, welche von Joseph Babiński unterstützt wird. Gruppenporträt A Clinical Lesson at the Salpêtrière von André Brouillet.

Hypnose (abgeleitet von altgriechisch ὕπνος hýpnos, deutsch ‚Schlaf‘) ist (die physiologische und psychologische Theorie der Hypnose zusammenfassend) ein „Zustand künstlich erzeugten partiellen Schlafs in Verbindung mit einem veränderten Bewusstseinszustand“.
Als Hypnose werden bezeichnet:
- das Verfahren zum gezielten Erreichen einer hypnotischen Trance. Man spricht auch von „hypnotischer Induktion“ oder „Hypnose im engeren Sinne“.
- der Zustand der hypnotischen Trance. Diese Form der Trance ist gekennzeichnet durch einen tief entspannten Wachzustand und eine extrem eingeschränkte und auf wenige Inhalte ausgerichtete Aufmerksamkeit.[2]

Die medizinische Hypnose wird auch als Hypnosedierung bzw. Hypnosedation bezeichnet.
Bei der Hypnose ging man ursprünglich davon aus, dass es sich um einen schlafähnlichen Zustand handelt. Als Hypnotiseur bezeichnet man die hypnotisierende Person, als Hypnotisand (auch: Proband, in der Hypnotherapie Patient oder Klient) die hypnotisierte Person. Eine Person kann auch beide Rollen übernehmen, was als Auto- oder Selbsthypnose bezeichnet wird; in allen anderen Fällen nennt man es Fremd- oder Heterohypnose. Eine hypnotische Trance wird mittels Hypnose induziert (Induktion), der Proband befindet sich in Hypnose oder in einer hypnotischen Trance. Zur Beendigung wird die Trance aufgelöst bzw. exduziert (Exduktion), der Hypnotisand wacht auf. Wird der Proband (zum Beispiel zwecks Vertiefung der Trance) aus der Trance geholt und kurz darauf wieder zurück in Trance versetzt, so spricht man von Fraktionierung. Im Rahmen der Hypnose werden dem Probanden ggf. verbale Anweisungen, sog. Suggestionen, gegeben, die direkt auf das Unbewusste wirken sollen.
Suggestionen, die auch nach Auflösung der Hypnose noch wirksam sein sollen, werden als posthypnotische Suggestionen bezeichnet. Unter posthypnotischer Suggestion treten messbare Veränderungen der Informationsverarbeitung im Gehirn auf. In neuropsychologischen Untersuchungen mit bildgebenden Verfahren konnte gezeigt werden, dass dabei die Aktivität bestimmter Gehirnareale selektiv reduziert ist.

## Begrifflichkeiten
Die Begriffe „Hypnose“ und „Trance“ werden häufig synonym verwendet. Der österreichische Tranceforscher Giselher Guttmann plädiert jedoch für eine klare Differenzierung, da im Gegensatz zu anderen Trance-Zuständen unter Hypnose keine signifikant veränderte elektrische Aktivität in der Großhirnrinde stattfindet als im normalen Wachzustand.

## Geschichte
Die moderne Wissenschaft nahm die seit dem Altertum bekannte Hypnose um 1770 als ein von magisch-religiösem Hintergrund gelöstes Phänomen wahr. Franz Anton Mesmer experimentierte mit Magneten, die er Patienten auflegte. Er nannte den Effekt Magnetismus animalis, schrieb jedoch die Wirkungskräfte den Magneten zu. Aufgrund von Mesmers Popularität nannte man den Vorgang des Hypnotisierens lange Zeit auch „Mesmerisieren“; ein Ausdruck, der im zeitgenössischen Englisch noch existiert (to mesmerize ‚hypnotisieren‘). Alfred Russel Wallace meinte mit Hilfe des Mesmerisierens die Gallsche Schädelkarte nachweisen zu können. Friedrich Engels kritisierte in einem zu Lebzeiten unveröffentlichten Text den Mesmerismus (in seiner Spätphase oft synonym mit „Somnambulismus“) und Wallace Theorien als Irrglauben und Selbsttäuschung. Nach eigener Darstellung habe Engels einen zwölfjährigen Jungen ohne Magnete durch „gelindes Anstieren oder Bestreichen“ in einen hypnotischen Zustand versetzt, um dann den Jungen die Wirkung selbsterfundener gallscher Schädelbereiche nacherleben zu lassen. Er kommt zum Schluss, dass sich immer erst Effekte einstellten, wenn dem „Patienten zu verstehn gegeben [wurde], was von ihm erwartet wurde“. Der Glaube des Hypnotiseurs an die Schädelkarte ließ unbewusst die gewünschten Effekte beim Hypnotisierten eintreten, wie auch den Magneten Wirkkräfte zugeschrieben wurden, welche durch andere Ursachen entstanden.
Um die Mitte des 19. Jahrhunderts fand eine begriffliche und konzeptionelle Wandlung vom „animalischen Magnetismus“ zum „Hypnotismus“ statt. Geräte wie das Hypnoskop entstanden.
In Großbritannien standen relativ viele Menschen dem Prozess des „Mesmerisierens“ kritisch gegenüber. Trotzdem besuchte der englische Augenchirurg James Braid einen Auftritt des Magnetiseurs LaFontaine, des Enkels des Fabeldichters, und stellte fest, dass das Flattern der Augenlider nicht willentlich ausgelöst werden konnte. Er experimentierte daraufhin mit Versuchspersonen, die er bat, glänzende Gegenstände zu fixieren, um sie damit in einen Trance-Zustand zu geleiten. Im Laufe der Zeit verwarf er die Ideen des Magnetischen Animalismus und stellte die Theorie von hirnphysiologischen Veränderungen, die während einer Trance stattfinden sollten, auf. Braid führte zahlreiche Augenoperationen in Hypnose durch und eröffnete damit die Debatte um weitere Anwendungs- und Behandlungsmöglichkeiten.
Im 19. Jahrhundert war Frankreich mit den Schulen in Nancy (Ambroise-Auguste Liébeault, Hippolyte Bernheim) und Paris (Jean-Martin Charcot) führend in der Erforschung der Hypnose. Sigmund Freud wurde 1885 bei Jean-Martin Charcot in Paris auf die Experimente von Mesmer aufmerksam und versuchte selbst diese Methode, um Patienten zu behandeln. Dies wurde zum Ausgangspunkt seiner Studien über Hysterie. Später ließ er diese Methode jedoch wieder fallen und widmete sich seiner Technik der freien Assoziation.
In den 1930er Jahren traten unter anderem Ferenc Völgyesi und Erik Jan Hanussen als Hypnotiseure auf.
Wesentlich weiterentwickelt wurde die Hypnose im 20. Jahrhundert im deutschen Sprachgebiet zunächst durch Oskar Vogt (1870–1959), dann durch dessen Schüler Johannes Heinrich Schultz (1884–1970), der daraus das autogene Training entwickelte, und später durch Klaus Thomas.
Im amerikanischen Sprachgebiet wurde die Hypnose wesentlich weiterentwickelt durch Milton H. Erickson (indirekte Hypnose), Kroger und Dave Elman (autoritäre Hypnose). In England gilt John Hartland als einer der bekanntesten Hypnotiseure. Sein Buch Dictionary of Medical and Dental Hypnosis zählt zum offiziellen Ausbildungslehrwerk für britische Hypnoseärzte. Erickson begründete eine neue Form der Hypnotherapie, die heute als die modernste Form gilt und aus der sich weitere psychologische Methoden, wie z. B. das Neuro-Linguistische Programmieren, entwickelten.
In Frankreich prägte nach 1945 insbesondere Léon Chertok die Hypnose und in weiterer Folge François Roustang, der eine phänomenologische Betrachtung in seinem Hauptwerk „Was ist das - die Hypnose?“ unternahm.

## Einleitung der hypnotischen Trance – Tranceinduktion
Die Tranceinduktion ist die Einleitung einer hypnotischen Trance (Form der Tiefenentspannung bei wachem Bewusstseinszustand). Dabei wird eine Konstellation unterstellt, bei der eine Person versucht, bei einer anderen Trance-Phänomene hervorzurufen. Abhängig von der Vorgehensweise werden direkte und indirekte Methoden unterschieden.
Den Hypnosetechniken ist gemeinsam, dass sie das Bewusstsein mit wenig aufmerksamkeitsfordernden Tätigkeiten beschäftigen und so dessen Kritik gezielt umgehen und schrittweise ausschalten. Auf diese Weise verliert das Bewusstsein seine beherrschende Stellung, die Kritikfähigkeit wird eingeschränkt und das Unbewusste wird direkt ansprechbar. Welche Suggestionen oder Methoden am besten geeignet sind, ist vom Probanden und von den näheren Umständen abhängig.
Förderlich bis notwendig sind für die Induktion Sicherheit und Geborgenheit, beides kann auch suggeriert werden, Musik kann ebenfalls helfen. Die Suggestionen werden meist wiederholt oder enthalten selbst Wiederholungen, auch Monotonie wirkt hypnotisierend. Die Körperhaltung ist nicht ausschlaggebend. Der Proband sollte sich jedoch entspannen können.
Ursprünglich pflegten Hypnotherapeuten (zu Beginn seiner Karriere auch Milton Erickson) zu sagen:

„Stellen Sie die Beine locker nebeneinander, legen Sie die Hände auf die Oberschenkel, atmen Sie tief und begeben Sie sich in Trance.“

Später lernte Erickson die Hypnose weniger direktiv einzuleiten (Utilisation). Dazu benutzte er zusammengesetzte Suggestionen, z. B. Implikationen oder Wenn-dann-Aussagen: „Wenn Sie sitzen, können Sie in eine Trance eintreten“, oder „Wenn Sie jetzt Ihre Beine nebeneinanderstellen und Ihre Hände bequem auf die Oberschenkel legen, können Sie in eine Trance eintreten.“ Diese Suggestionen enthielten jeweils ein Element, das der Klient bereits akzeptierte oder das bereits realisiert war, wobei ein zweites Element durch die Verknüpfung mit dem ersten an suggestiver Kraft gewann.
Üblicherweise wird Entspannung suggeriert oder direkt durch progressive Muskelentspannung herbeigeführt. Eine andere Herangehensweise ist das Angleichen von normalerweise unbewusst ablaufenden Prozessen (z. B. Atmung oder Lidschlag) an die Suggestionen („Pacing and Leading“). Mithilfe passender Suggestionen kann sogar die Hypnose selbst eingeredet werden. Dabei werden gelegentlich Stufen von einer bestimmten Anzahl langsam abwärts gezählt; mit jeder Stufe wird eine zunehmende Entspannung angestrebt, bis mit der letzten Stufe die Hypnose induziert sein kann. Auch Kombinationen verschiedener Techniken sind denkbar.
Die Trance kann nach Belieben vertieft werden, wenn der Proband keine unbewussten Widerstände gegen eine Vertiefung der Trance leistet. Meistens analog dazu nimmt die Kritikfähigkeit des Bewusstseins ab.
Eine hypnotische Trance kann verschiedenartig induziert werden. Grundlegend wird zwischen
- direkten (autoritären, paternalen) und
- indirekten (permissiven, maternalen) Verfahren unterschieden.

Während die direkte Variante meist mit befehlsähnlichen Suggestionen arbeitet, haben die Sprachmuster der indirekten einen eher erlaubenden oder gewährenden Charakter.

### Direkte Methoden
Direkte Methoden basieren im Kern auf Aufmerksamkeitsabsorption beziehungsweise Fokussierung der Aufmerksamkeit auf eine Sache. Hierzu können (nahezu) alle Sinne eingesetzt werden.
Bekannt ist die Augenfixation, bei der das „Anstarren“ eines Objekts die Augenmuskeln ermüdet und die Neigung, in Trance zu gehen, verstärkt. Durch den Einsatz von Karten mit Komplementärfarben, die betrachtet werden, wird die Augenfixation verstärkt. Mit akustischer Unterstützung arbeitet die Augen-Zähl-Methode. Der Hypnotiseur zählt von hundert rückwärts und fordert den Probanden auf, bei geraden Zahlen die Augen zu schließen und bei ungeraden zu öffnen.
Weiterhin können sprachliche Formen (Anweisungen) und akustische Elemente eingesetzt werden. Letzteres sind überwiegend gleichförmige und beruhigende Klänge oder auch Musikstücke. Anweisungen stellen in der Regel die zentrale Form der Tranceinduktion dar. Im Gegensatz zur indirekten Induktion haben die sprachlichen Formen bei der direkten Methode direktiven (bestimmenden) Charakter.
Neben visuellen und akustischen Methoden werden auch haptische (Berührungen), olfaktorische (Düfte), chemische (Medikamente) und motorische Methoden eingesetzt.
Wichtig ist neben dem Einverständnis des Probanden über den Einsatz einer direkten Induktionsmethode auch die positive Einstellung und Erwartung gegenüber der gewählten Methode. Auch das entstehende autoritäre Beziehungsmuster muss der Proband wünschen oder zumindest akzeptieren. In diesem Beziehungsmuster hat der Hypnotiseur die vorgebende und dominierende Rolle, während der Proband eine passive, sich unterordnende Rolle innehat.
Die beschriebenen Methoden bedürfen der Anwesenheit einer anderen Person (z. B. Hypnotiseur). Im Alltag kann jedoch eine Induktion und damit eine Trance auch durch Umweltphänomene auftreten. Daher lässt sich Hypnose auch als eine Fähigkeit beziehungsweise eine Verhaltensweise begreifen, welche unter begünstigenden Umständen – wie zum Beispiel monotone Reize und Rhythmen – unwillkürlich oder beabsichtigt an den Tag gelegt werden kann.

### Blitzinduktion
Eine besondere Rolle spielen die Blitzinduktionen, die eine Trance oftmals innerhalb weniger Sekunden induzieren können, aber eine hohe Erwartungshaltung und ein Überraschungsmoment benötigen. Beide Komponenten erlauben es dem Hypnotisanden, sehr schnell in eine Trance zu gelangen. Die Blitzinduktion wird überwiegend im Showbereich und nur selten im therapeutischen Kontext genutzt, wobei spontane Einschlaf-Erlebnisse, wie sie – ob subjektiv als real empfunden oder nicht – in sogenannten Show-Hypnosen präsentiert werden, nichts mit der therapeutischen Hypnose zu tun haben, denn bei letzterer handelt es sich um eine wissenschaftliche Technik zur Tiefenentspannung bei beibehaltenem Wachbewusstsein.

## Auflösung der hypnotischen Trance
Jede hypnotische Trance bzw. Tiefenentspannung bedarf der Auflösung. Dazu wird mit Hilfe von Suggestionen der Zustand vor der Tiefenentspannung wiederhergestellt. Sonstige gegebene Suggestionen müssen durch entsprechende Gegensuggestionen aufgehoben werden. Die Auflösung geht normalerweise schneller vonstatten als die Einleitung, sollte jedoch niemals überstürzt vorgenommen oder gar vernachlässigt werden. Wenn dem Organismus nicht genügend Zeit für die Umstellung gegeben wird, um etwa die Tätigkeit des Herz-Kreislauf-Systems wieder auf Normalwerte zu regulieren, kann es beispielsweise zu Kopfschmerzen kommen. Wenn eine Amnesie suggeriert wurde und man sich dabei in sehr tiefer Trance befand, kann man sich trotz des wachen Bewusstseinszustandes während der Hypnose unter Umständen nicht an alle Details der Sitzung erinnern. Es gibt eine Vielzahl unterschiedlicher Methoden, um den Klienten aus der therapeutischen Trance zurückzuholen. Die mit bekannteste ist das Aufwärtszählen (z. B. von der Zahl 1 bis zur Zahl 5), wobei jede Zahl mit einer Suggestion verbunden wird, die dem Stabilisieren der Körperfunktionen auf normale Zustandswerte dient.
Wenn doch einmal die Trance nicht ordnungsgemäß aufgelöst worden ist, sollte sie nochmals kurz eingeleitet und danach komplett aufgelöst werden können.

### Spontane Auflösung
Wenn von außen Reize auf den Hypnotisanden einwirken, die einen Schreck oder auch Schock bei ihm auslösen (z. B. Feueralarm), holt sich dieser von selbst aus der Trance heraus. Bei einer unbeabsichtigten bzw. ungewollten Auflösung kann eine Nachbearbeitung durch den Hypnotiseur indiziert sein, um möglichen leichteren Beschwerden wie zum Beispiel Kopfschmerzen vorzubeugen. Nach einem unangekündigten längeren Zeitraum ohne Suggestionen wird die Trance automatisch in einen bestimmten Tiefenentspannungszustand übergehen; aus diesem holt sich der Hypnotisand auch ganz normal heraus, wodurch allerdings die Suggestionen nicht alle automatisch auch aufgehoben werden. Es kann also unter Umständen notwendig sein, die Hypnose neu einzuleiten und diverse Suggestionen wieder zurückzunehmen.

## Stadien der Trance
In Hypnose und Hypnotherapie werden mehrere Stadien der Trance unterschieden. Je nach angestrebtem Zweck der Hypnose ist es erforderlich, die Trance nach einer Induktion noch weiter zu vertiefen. Im Allgemeinen unterscheidet man die nachfolgenden Bewusstseinszustände im Zusammenhang mit der Trance:
| Stadium                       | Definition |
| ----------------------------- | --- |
| Wachzustand                   | Die hypnotisierte Person ist bei vollem Bewusstsein. |
| Leichte Trance                | Die hypnotisierte Person ist entspannt und konzentriert. Dieses Stadium kann bspw. mittels Induktion erreicht werden. |
| Mittlere Trance               | Die hypnotisierte Person ist anfällig für Suggestion; Katalepsie kann erreicht werden. Der Zustand kann über eine einfache Induktion wie die Augenfixation erreicht werden und zeigt sich durch typisches „Augenflattern“. Die mittlere Trance ist in der Induktion nach Elman ein Übergangsstadium zur tiefen Trance. |
| Tiefe Trance / Somnambulismus | Die hypnotisierte Person ist am anfälligsten für Suggestion; durch den Hypnotiseur bzw. Therapeuten können bei ihr Sinneseindrücke (bspw. lebhafte Wahrnehmung eines gedanklichen Bildes) herbeigeführt werden. Der Zustand ist durch schnelle Augenbewegungen, ähnlich wie im REM-Schlaf, bemerkbar. Sowohl analytische Psychotherapie unter Hypnose als auch Hypnotherapie werden i. d. R. in diesem Stadium der Trance durchgeführt; er kann bspw. durch die Induktion nach Elman oder eine einfache Induktion mit anschließender Vertiefung der Trance erreicht werden. |

## Anwendungsgebiete und Wirksamkeit

### Hypnotherapie
Hypnose findet in der Hypnotherapie, auch Hypnosepsychotherapie genannt, Anwendung. Ihre Wirksamkeit ist wissenschaftlich gut belegt. Insbesondere wurden mit den Methoden der Kernspinresonanztomographie (MRT) und der Elektroenzephalographie (EEG) hirnphysiologische Korrelate von Trance-Zuständen klar nachgewiesen. Bereits wenige Sitzungen können eine deutliche Veränderung bewirken; entsprechend vielseitig werden die Hypnose und ihre Techniken in der (Psycho-)Therapie verwendet.
Man kann sie beispielsweise zur Behandlung von Depressionen, Suchtkrankheiten, Sprechstörungen, zur Steigerung des Selbstwertgefühls, zum Stressabbau oder bei Schlafstörungen einsetzen. Auch bei der Behandlung von chronischen Schmerzen in Verbindung mit einem verhaltenstherapeutischen Kurzprogramm konnte Reduzierung der Schmerzstärke nachgewiesen werden.
Der Einsatz der Hypnose in der Medizin und in der Psychotherapie ist gesetzlich geregelt. Sie gehört zu den von den deutschen Krankenkassen anerkannten Leistungen und wird als Ergänzung zu vielen herkömmlichen Methoden eingesetzt. In Österreich ist Hypnotherapie – unter dem Namen „Hypnosepsychotherapie“ – eine eigenständige anerkannte Psychotherapierichtung auf tiefenpsychologischer Basis, insbesondere, wie in Deutschland und in vielen anderen Ländern, unter Einbeziehung der Technik und des Menschenbildes von Milton H. Erickson.

### Selbsthypnose
Wird die Trance ohne Fremdhilfe induziert, wird von Selbsthypnose (auch Autohypnose) gesprochen. Selbsthypnose, wie sie erstmals 1841 James Braid an sich vorgenommen hatte, ist grundsätzlich nicht schwieriger als von einem Gegenüber hypnotisiert zu werden. Während die heterogene Hypnose (durch einen Hypnotiseur induzierte Trance) keine Erfahrung des Hypnotisanden voraussetzt, ist bei der Selbsthypnose ein tieferer und stabiler Trancezustand oft nur nach einiger Übung zu erreichen. Eine bekannte Selbsthypnose-Methode stellt das Autogene Training dar. Einige Techniken der Selbsthypnose weisen Ähnlichkeiten mit der Autosuggestion auf. Wissenschaftliche Studien begründen die Annahme, dass jede heterogene Hypnose als Selbsthypnose unter Anleitung verstanden werden kann.

### Leerhypnose
Bei einer Leerhypnose werden nach der Einleitung keine Suggestionen mehr gegeben, bis die Trance aufgelöst wird. Es wird lediglich der entspannende Zustand genossen. Eine Leerhypnose ist bei Fremd- wie bei Selbsthypnose gleichermaßen möglich.

### Hypnose in der Medizin
Es gibt Hinweise, dass der Einsatz von Hypnose als alleiniges schmerztherapeutisches Verfahren oder in Kombination mit Anästhesieverfahren (Hypnoanästhesie) positive Effekte auf den Patienten während einer Operation (etwa in Regionalanästhesie) oder das Ergebnis von Operationen hat. Die bisher verfügbaren Daten beruhen jedoch auf sehr unterschiedlichen Studien mit kleinen Fallzahlen, so dass eine abschließende Bewertung nicht möglich ist. Dieselbe Situation findet sich bei der Anwendung in der Geburtshilfe, um Anspannung und Schmerz zu lindern (z. B. Hypnobirthing). Eine Metaanalyse von 34 Studien mit insgesamt 2597 Patienten hat ergeben, dass Hypnose Schmerzen lindern, psychische Belastung vermindern und die Genesung nach Operationen fördern kann.
In der Zahnmedizin wird die Hypnose ebenfalls zur Unterstützung der Anästhesie eingesetzt. Hierbei werden die Patienten mittels Konfusionstechnik in Trance gehalten und von der Behandlung abgelenkt. Außerdem kann sie bei der Überwindung einer Zahnbehandlungsphobie helfen.
Kontraindikationen für eine klinische Hypnose sind floride Psychosen (schizophrene Psychosen, schwere endogene Depression), schwere Zyklothymien (mit manischen Phasen) und Rauschmittelmissbrauch in der Anamnese sowie Demenz, Debilität und Ketamingabe.

### Hypnose und Schwangerschaft
In der Schwangerschaft wird Hypnose angewendet, um pränatalem Stress entgegenzuwirken. Sie ist Studien zufolge geeignet, subjektiven Stress und Ängste rund um die Geburt zu reduzieren und das Wohlbefinden von Frauen während der Geburt und allgemeiner in der Perinatalperiode zu verbessern.
Die Arbeit mit Schwangeren zur (positiven) Beeinflussung des Schwangerschaftsverlaufs gilt in Deutschland als Heilbehandlung. Eine Hypnosebehandlung in der Schwangerschaft kann durch entsprechend qualifizierte Hebammen angeboten werden, vor dem Einsetzen von Geburtswehen auch durch entsprechend qualifizierte Heilpraktiker; bei weitergehenden Behandlungen greift ein Arztvorbehalt.

### Hypnoanalyse
Andere Bezeichnungen für die Hypnoanalyse sind analytische Hypnose, psychodynamische Hypnotherapie oder hypnodynamisch orientierte Psychotherapie. Allen gemeinsam ist, dass Hypnose im Kontext einer tiefenpsychologischen Arbeit zum Einsatz kommt. Sie unterstützt die klassische Psychoanalyse durch die Verwendung von Trancephänomenen. So kann in Trance die Aufmerksamkeit stärker auf den Gegenstand fokussiert, der Inhalt einer Hypnose (wie eine Altersregression) zum Gegenstand der Analyse gemacht oder aber die Arbeit am Widerstand gegen die Erkenntnis deutlich reduziert werden. Im Rahmen einer Hypnoanalyse können unbewusste emotionale Konflikte aufgedeckt werden, in diesem Zusammenhang spricht man auch von einer „aufdeckenden Hypnose“. Auch bereits bewusste emotionale Konflikte können in der Trance bearbeitet werden, dabei kommt es häufig zu Abreaktionen von aufgestauten negativen Gefühlen, die im Rahmen von früher durchlaufenen Abspaltungsprozessen verdrängt vorliegen und im Wachzustand nicht zugänglich sind.

### Hypnodrama
Im Jahre 1950 veröffentlichte Jacob Levy Moreno gemeinsam mit James M. Enneis erstmals die Verbindung von Hypnose und Psychodrama in seinem Psychodrama-Sanatorium Beacon bei New York. Patienten nahmen in hypnotischer Trance an einer psychodramatischen Behandlung teil oder erlebten durch posthypnotische Aufträge eine intensive Katharsis. Ab 1976 hat Hans-Werner Gessmann in Deutschland im Psychotherapeutischen Institut Bergerhausen diese Konzepte erstmals aufgegriffen und gemeinsam mit Helen Singer Kaplan entsprechend einem humanistischen Konzept modifiziert für die Behandlung von sexuellen Problemen genutzt.

### Sonstige Anwendungsgebiete
- Nikotinabhängigkeit: Im Jahr 2009 haben laut einer Studie der Europäischen Kommission 2 Prozent der Befragten Hypnose oder Akupunktur genutzt, um mit dem Rauchen aufzuhören. Die Wirksamkeit der Hypnotherapie wurde in einer Studie nachgewiesen.[32]
- Prüfungsangst: Die Wirksamkeit der Hypnotherapie wurde in einer Studie nachgewiesen.[32]
- Flugangst: Die Wirksamkeit der Hypnotherapie wurde in einer Studie nachgewiesen.[32]
- Zahnbehandlungsangst: Laut einer Metastudie ist Hypnose wirksamer als Musik, Entspannung, Aufklärung und Ablenkung.[33]
- Schlafstörungen: Die Wirksamkeit der Hypnotherapie wurde in einer Studie nachgewiesen.[32]
- Neurodermitis: Die Wirksamkeit der Hypnotherapie wurde in einer Studie nachgewiesen.[32]
- Aufklärung von Verbrechen[34][35] und Erinnerung an Vergessenes.[36][37] Siehe auch Hypnotische Regression.
- Show-Hypnose: In Bühnenshows wird Hypnose verwendet, wobei unklar ist, welche Wirkungen echt sind. Der Hypnotiseur Manfred Knoke erhielt einen Eintrag im Guinness-Buch der Rekorde, indem er im Jahr 1987 in sechs Tagen 1811 Bochumer hypnotisierte.[38] Siehe auch Kataleptische Brücke und Blitzinduktion.
- Tier-Hypnose: In Bühnenshows wurde auch die Schreckstarre bei Tieren ausgenutzt, um sie hypnotisiert scheinen zu lassen.
- Hypnotische Regression: Angebliche Reise in persönliche Seelen-Vergangenheiten, Rückkehr in vergangene Leben (Past Life Regression) und Zwischenleben (Life between Lives). Es gab Behauptungen, dass Xenoglossie, die angebliche Fähigkeit, eine fremde Sprache sprechen zu können, ohne sie gelernt zu haben, unter Hypnose aufträte.[39]
- Tiefschlafphase: Forscher von der Universität Zürich haben unter der Regie von Björn Rasch eine Voruntersuchung über Wirkungen der Hypnose auf die Tiefschlafphase von 70 jungen, gesunden Probandinnen durchgeführt, die jedoch leicht für hypnotische Suggestion zugänglich waren (und im Vorfeld auf ihre Hypnotisierbarkeit hin getestet wurden). Laut Rasch sind 50 % aller Menschen hoch suggestibel. Die Tiefschlafphase wird im Zusammenhang von positiven Wirkungen auf das Immunsystem, den Stoffwechsel und das Gedächtnis diskutiert (Im Alter nimmt das Gedächtnis ab und gleichzeitig verringert sich die Tiefschlafphase, wobei nicht gesichert ist, ob hier ein Kausalverhältnis oder nur eine Korrelation besteht). Der Hälfte der Probandinnen wurde dabei entweder eine Hypnose vorgespielt und der anderen Hälfte, als Placebo, eine Dokumentation über Rohstoffvorkommen. Der durchschnittliche Tiefschlaf der Frauen bei einer Schlafdauer von 90 Minuten betrug 23 Minuten bei denen, welchen die Hypnose abgespielt wurde und 14 Minuten bei denen, welchen das Rohstoffband abgespielt wurde. Eine weitere Vorstudie zeigte jedoch keine Effekte auf den Tiefschlaf von Frauen, die nicht hoch suggestibel sind: Diese wiesen sogar eine kürzere Tiefschlafphase auf als die Placebogruppe mit dem Rohstoffband (Diese Feststellung der zweiten Vorstudie befinde sich laut Rasch dann auch im Einklang mit anderen Hypnostudien). Entscheidend sei auch bei hoch suggestiven Menschen die Art der Hypnose. Kritisch anzumerken ist, dass die Teilnehmerzahl dieser Pilotstudie sehr gering ist und das Feld der Probandinnen schon im Vorfeld eingegrenzt wurde. Ob die Hypnose Nebenwirkungen aufweise, ist unklar.[40][41][42]

## Schaden durch Hypnose
Bei der Anwendung von Hypnose können zwei verschiedene Arten von Schäden auftreten: unbeabsichtigte körperliche und psychische Unfälle sowie Schädigungen aufgrund egoistischer Motive des Hypnotiseurs oder aufgrund übertriebener Suggestionen zur Befriedigung der Sensationslust (Bühnenhypnose). Beispiele für ungewollte psychische „Unfälle“ sind Kopfschmerzen, Auslösung latenter Depressionen, Manien oder Psychosen, und Retraumatisierung durch reaktivierte belastende Erinnerungen. Bewusst herbeigeführte Schädigungen können sein: Seelische Verletzungen durch Beschämung und Erniedrigung (Showhypnose), sexuelle Überrumpelung während der Trance, sexueller Missbrauch einer durch Hypnose (wiederholt) beeinflussten Beziehung, Anstiftung zur Selbstschädigung (finanzielle Ausbeutung, Selbstmord) sowie Anstiftung zu Verbrechen (Diebstahl, Verletzung, Mord). Aufsehenerregend bezüglich einer Verbrechensanstiftung waren die Umstände des Mordes an Bob Kennedy, nach dem u. a. die Aussagen des Attentäters Sirhan vermuten ließen, er habe einen posthypnotischen Auftrag ausgeführt.
In der Rechtsprechung hat man auf diese Möglichkeiten der „Suggestion zu antisozialen Handlungen“ reagiert und Entscheidungsanmerkungen verfasst.
Das Thema der potentiellen kriminellen Macht von Hypnose wurde in der Vergangenheit kontrovers diskutiert. Die Frage, ob ein Mensch durch Hypnose zu Handlungen bewegt werden kann, denen er unter gewöhnlichen Umständen nicht zugestimmt hätte, konnte aufgrund schwer erforschlicher subjektiver Aspekte nicht abschließend geklärt werden.

## Hypnose-Fachgesellschaften
Es gibt verschiedene Fachgesellschaften für Hypnotiseure. Die meisten davon nehmen nur Mitglieder auf, die aktive Hypnotiseure bzw. Hypnotherapeuten sind. 1955 gründete Johannes Heinrich Schultz die Deutsche Gesellschaft für ärztliche Hypnose und autogenes Training (DGÄHAT), wobei der Fokus allerdings auf Letzterem lag. 1978 kam es zur Gründung der Milton Erickson Gesellschaft für klinische Hypnose (M.E.G.), 1982 zur Gründung der deutschen Gesellschaft für Hypnose (DGH), 1995 dann zur Gründung der Deutschen Gesellschaft für zahnärztliche Hypnose (DGZH) und 2007 zur Gründung der Deutschen Gesellschaft für Autosystemhypnose e. V. In Österreich existiert die ÖGATAP Österreichische Gesellschaft für angewandte Tiefenpsychologie und allgemeine Psychotherapie mit dem Fachspezifikum Hypnosepsychotherapie.
Manche Gesellschaften haben bestimmte Aufnahmebedingungen für Mitglieder (wie zum Beispiel die ärztliche oder zahnärztliche Approbation). Die meisten Gesellschaften bieten die Möglichkeit einer Beratung für potenzielle Patienten oder Klienten und sind international vernetzt.

## Hypnose in der Literatur
Hypnose ist ein häufiges Thema in der Literatur, die dann oft volkstümliche Deutungen dieses Phänomens bietet. Einschlägige Beispiele sind die Schauerromane Die weißen Rosen von Ravensberg (1896) von Eufemia von Adlersfeld-Ballestrem und Dracula (1897) von Bram Stoker. In beiden Romanen wird die Hypnose mit außersinnlicher Wahrnehmung in Verbindung gebracht.
Die Vorstellung, man könne Menschen durch „Hypnose-Strahlen“ fernsteuern, ist ein wiederkehrendes Motiv in Pulp-Romanen und Comics, so etwa in Micky Maus (Blaggard Castle, 1932), Spirou  (Der Plan des Zykloptrop, 1959) oder Green Lantern.

### Einträge in Nachschlagewerken zum Stichwort „Hypnose“
- Friedrich Kirchner: Wörterbuch der philosophischen Grundbegriffe. Dürr, Leipzig 1907.
- Rudolf Eisler: Wörterbuch der philosophischen Grundbegriffe. 2. völlig neu bearbeitete Auflage. Mittler & Sohn, Berlin 1904.
- Otto Dornblüth: Klinisches Wörterbuch: Die Kunstausdrücke der Medizin erläutert. 13. und 14. vollkommen umgearbeitete Auflage (von Emil Banwarth). Verlag de Gruyter, Berlin 1927.
- Michael Laier: Hypnose. In: Werner E. Gerabek, Bernhard D. Haage, Gundolf Keil, Wolfgang Wegner (Hrsg.): Enzyklopädie Medizingeschichte. Walter de Gruyter, Berlin / New York 2005, ISBN 3-11-015714-4, S. 648 f.

### Zeitschriften
- The American journal of clinical hypnosis, seit 1958.
- Experimentelle und Klinische Hypnose (ExKli). Zeitschrift der Deutschen Gesellschaft für Hypnose (DGH) (1983–2002).
- Hypnose und Kognition (HyKog). Zeitschrift der Milton Erickson Gesellschaft für klinische Hypnose (M.E.G.) (1984–2004).
- Hypnose. Zeitschrift für Hypnose und Hypnotherapie (seit 2005), ISSN 1862-4731.
- Deutsche Zeitschrift für zahnärztliche Hypnose (DZzH). Mitteilungsblatt der Deutschen Gesellschaft für Zahnärztliche Hypnose e. V.